# Phaenocarpa ermak
Phaenocarpa ermak är en stekelart som beskrevs av Sergey A. Belokobylskij 1998. Phaenocarpa ermak ingår i släktet Phaenocarpa och familjen bracksteklar. Inga underarter finns listade i Catalogue of Life.